# NGC 3783
NGC 3783 é uma galáxia espiral barrada (SBa) localizada na direcção da constelação de Centaurus. Possui uma declinação de -37° 44' 18" e uma ascensão recta de 11 horas, 39 minutos e 01,6 segundos.
A galáxia NGC 3783 foi descoberta em 21 de Abril de 1835 por John Herschel.